# Rhipidia paraguayana
Rhipidia paraguayana är en tvåvingeart som först beskrevs av Alexander 1929.  Rhipidia paraguayana ingår i släktet Rhipidia och familjen småharkrankar.
Artens utbredningsområde är Paraguay. Inga underarter finns listade i Catalogue of Life.